# Charco Salado
Charco Salado är en ort i Mexiko.   Den ligger i kommunen Rioverde och delstaten San Luis Potosí, i den centrala delen av landet, 290 km norr om huvudstaden Mexico City. Charco Salado ligger 1 009 meter över havet och antalet invånare är 103.
Terrängen runt Charco Salado är platt norrut, men söderut är den kuperad. Terrängen runt Charco Salado sluttar västerut. Runt Charco Salado är det ganska glesbefolkat, med 29 invånare per kvadratkilometer. Närmaste större samhälle är Río Verde, 11,4 km väster om Charco Salado. Trakten runt Charco Salado består i huvudsak av gräsmarker.